# Tysklands U/19-fodboldlandshold
Tysklands U/19-fodboldlandshold er Tysklands landshold for fodboldspillere, som er under 21 år og administreres af Deutscher Fußball-Bund (DFB).